# Édgar Sosa

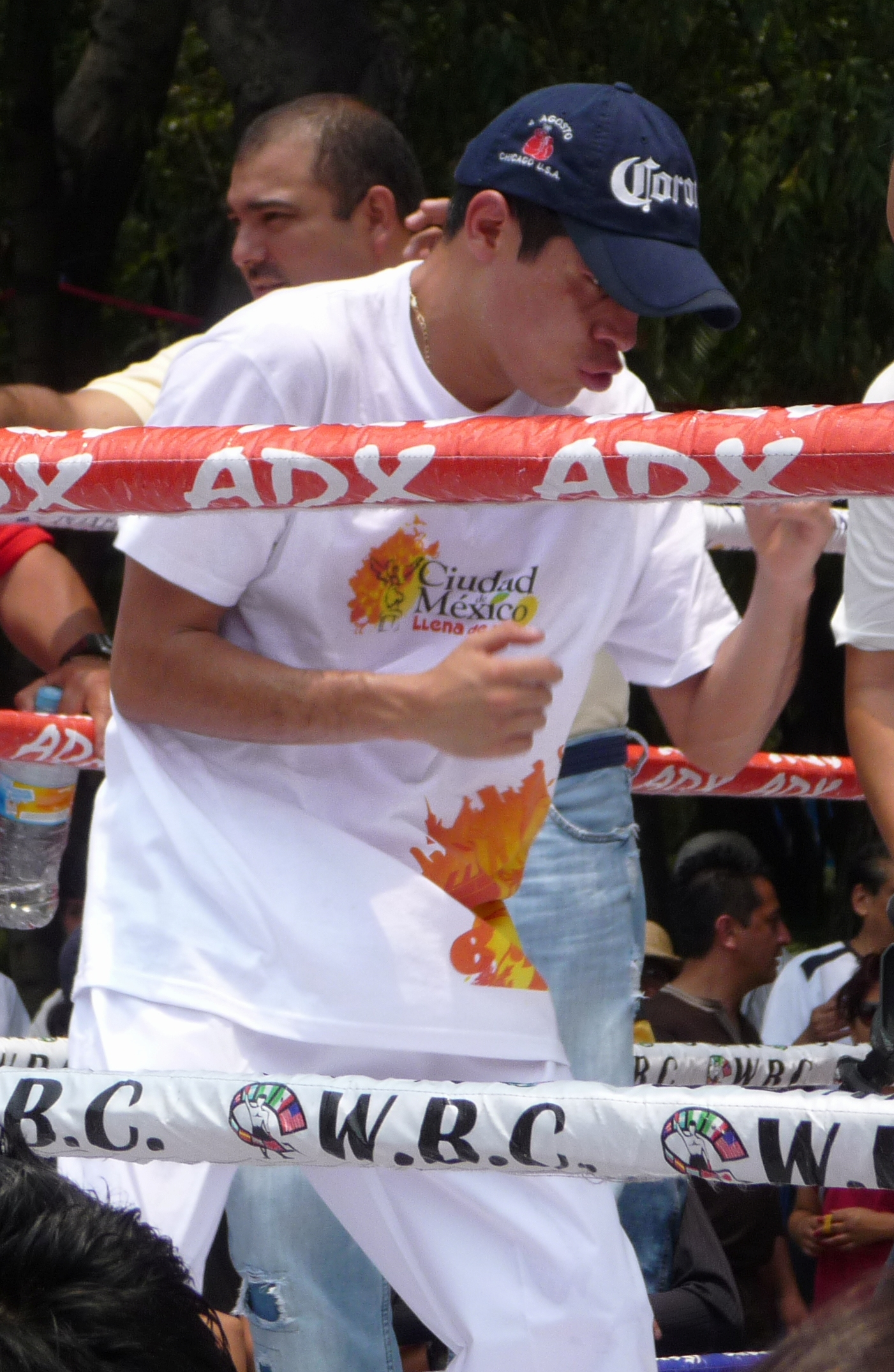
Édgar Sosa (2009)

Édgar Alejandro Sosa Medina (* 23. August 1979 in Mexiko-Stadt, Mexiko) ist ein mexikanischer Boxer im Halbfliegengewicht. 

## Profikarriere
Im Jahre 2000 begann er erfolgreich seine Profikarriere. Am 14. April 2007 boxte er gegen Brian Viloria um den Weltmeistertitel des Verbandes WBC und siegte nach Punkten. Diesen Gürtel verteidigte insgesamt 10 Mal und verlor ihn im November 2009 an Rodel Mayol durch T.K.o.